# Raveniopsis
Raveniopsis es un género con 21 especies de plantas de flores perteneciente a la familia Rutaceae. 

## Especies seleccionadas
- Raveniopsis abyssicola
- Raveniopsis aracaensis
- Raveniopsis breweri
- Raveniopsis campinicola
- Raveniopsis capitata
- Raveniopsis cowaniana